# پیرعزیز
پیرعزیز یکی از روستاهای استان آذربایجان شرقی است که در دهستان چاراویماق شرقی بخش شادیان شهرستان چاراویماق واقع شده‌است.این روستا ۳۰۱ نفر جمعیت دارد.